# Xylota coeruleiventris
Xylota coeruleiventris là một loài ruồi trong họ Ruồi giả ong (Syrphidae). Loài này được Zetterstedt mô tả khoa học đầu tiên năm 1838. Xylota coeruleiventris phân bố ở vùng Cổ Bắc giới